# Chs (trigramme)
Cette page contient des caractères spéciaux ou non latins. S’ils s’affichent mal (▯, ?, etc.), consultez la page d’aide Unicode.
Chs (minuscule chs) est un trigramme de l'alphabet latin composé d'un C, d'un H et d'un S.

## Linguistique
- En allemand, le trigramme « chs » sert à représenter le son [ks], comme dans lachs (saumon).

## Représentation informatique
Il n'existe aucun encodage de Chs sous un seul signe, il est toujours réalisé en accolant un C, un H et un S.